# 安都真足
安都 真足（あと の またり、生没年不詳）は、奈良時代の貴族。氏は阿刀とも記される。姓は宿禰。阿刀弓張の子。官位は従五位下・主計頭。

## 経歴
光仁朝初頭の宝亀2年（771年）外従五位下に叙せられ、翌宝亀3年（772年）大学助に任ぜられる。宝亀5年（774年）安芸介として地方官に転じた。
桓武朝に入ると、天応2年（782年）大学助に還任されるが、翌延暦2年（783年）主計頭に遷った。延暦3年（784年）内位の従五位下に至る。

## 官歴
『続日本紀』による。
- 時期不詳：正六位上
- 宝亀2年（771年） 11月25日：外従五位下
- 宝亀3年（772年） 4月20日：大学助
- 宝亀5年（774年） 3月5日：安芸介
- 天応2年（782年） 6月20日：大学助
- 延暦2年（783年） 11月12日：主計頭
- 延暦3年（784年） 正月7日：従五位下（内位）

## 系譜
- 父：阿刀弓張[1]
- 母：不詳
- 妻：不詳
  - 男子：安都豊永[1]